# Marée noire du Cosco Busan
La marée noire du Cosco Busan s’est produite le 8 novembre 2007 à 8 h 30 UTC entre San Francisco et Oakland, en Californie, où 53 560 gal US (202 780 L) de fioul lourd IFO-380, parfois appelé « carburant de soute », ont été déversés dans la baie de San Francisco. 
Cet incident s’est produit après que le porte-conteneurs Cosco Busan, exploité par Fleet Management Ltd., ait heurté la tour Delta du pont San Francisco-Oakland Bay dans un épais brouillard. 
Les enquêteurs ont découvert que le pilote John Cota était en état d’ébriété à cause de l’utilisation de produits pharmaceutiques sur ordonnance pendant le pilotage du porte-conteneurs, ce qui l’empêchait d’utiliser correctement les cartes radar et de navigation électronique embarquées. Cela s’est produit malgré le fait que le Service de Trafic Maritime de la Garde côtière des États-Unis a averti Cota que le navire se dirigeait vers la pont. Cota a été condamné à 10 mois de prison fédérale pour son rôle dans l’incident. 
Le Gouverneur de Californie Arnold Schwarzenegger a déclaré un état d'urgence après avoir rencontré des responsables fédéraux, étatiques et locaux chargés de superviser le nettoyage. La proclamation a mis à disposition du personnel de l’État, du financement et de l'équipement supplémentaires pour évaluer et réparer les dommages environnementaux.

## Causes

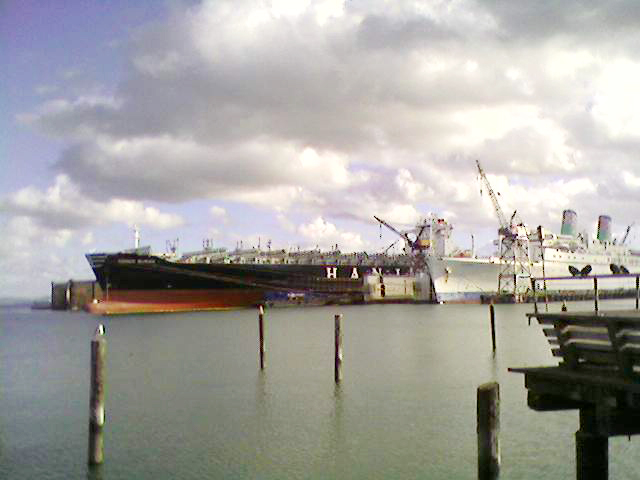
Cosco Busan au Quai 70 pour les réparations. À côté, le SS Océanique.

Le National Transportation Safety Board a déterminé ce qui semble être les causes probables de l'accident :
1. la performance cognitive dégradée du pilote à cause de son utilisation de médicaments sur ordonnance, malgré son test de drogue négatif après accident,
2. l'absence d'un échange complet entre le capitaine et le pilote avant le départ et le manque de communication efficace entre le pilote John Cota et le capitaine Mao Cai Sun pendant le voyage, et
3. La supervision inefficace du capitaine sur le pilotage de Cota et la progression du navire.

## Économie
Plusieurs pêcheries dans la région de la baie peuvent avoir été touchées par la marée noire et les saisons de pêche ont été retardées de plusieurs semaines. Le 30 novembre, les biologistes de l’État ont testé plus de 1100 échantillons de poissons, de moules et de crabes dormeurs dans la baie de San Francisco et les eaux côtières à l'extérieur de la Porte Dorée. Les tests ont révélé des concentrations dangereuses de contaminants dans les moules de Rodeo Beach et de la jetée de Berkeley.
Les dommages totaux ont été estimés à 2,1 millions de dollars pour le navire, à 1,5 million de dollars pour l'aile du pont et à plus de 70 millions de dollars pour le nettoyage des déversements de pétrole.

## Conséquences sur l'environnement
La marée noire a eu un impact important sur l'environnement. Elle a également directement affecté des milliers d'oiseaux. À fin novembre, un article mentionne près de 1 400 oiseaux morts, de 27 espèces, et plus de 1 000 individus mazoutés amenés à des centres de soins.